# タレス・アレーニア・スペース
タレス・アレーニア・スペース（仏: Thales Alenia Space、ターレ・アルニア・スパース）は、タレス・グループがアルカテル・アレーニア・スペース（仏: Alcatel Alenia Space）と テレスパーツィオ（伊: Telespazio）のアルカテルの出資分を買い取り、残りの出資者であるフィンメッカニカ（現在のレオナルド S.p.A）との合弁で誕生した企業である。

## 歴史
アルカテル・アレーニア・スペースは、2005年6月1日にアルカテル・スペースとアレーニア・スパーツィオ の合併で誕生した企業であった。出資比率はアルカテル・ルーセントが67%、フィンメッカニカが33%を所有していた。合併によってヨーロッパ最大の人工衛星開発企業となった。多目的補給モジュールやコロンバスなど、国際宇宙ステーションの科学モジュールの構築も行っていた。
これと同時に、アルカテルの Space Services and Operations という子会社とフィンメッカニカの Telespazio という子会社が合併して Telespazio Holding が誕生した。
2006年4月5日、アルカテルはこれらの出資分をタレス・グループに売却することで合意に達した。
欧州連合は2007年4月10日、この売買を承認した。これにより、タレス・グループとフィンメッカニカが出資するタレス・アレーニア・スペースが誕生した。

## 所在地
2007年現在、7200名の従業員が五カ国（フランス、イタリア、スペイン、ベルギー、アメリカ）にある以下の13の拠点で働いている。
- カンヌ（フランス） - 本社。
- ラクイラ（イタリア）
- コロンブ（フランス、パリ近郊）
- フィレンツェ（イタリア）
- ミラノ（イタリア）
- ローマ Saccomuro（イタリア）
- ローマ Tiburtina（イタリア）
- トリノ（イタリア）
- トゥールーズ（フランス）
- アントウェルペン（ベルギー）
- シャルルロワ（ベルギー）
- マドリード（スペイン）
- クパチーノ（アメリカ）